# Xantipe
|  | No s'ha de confondre amb Xantipa, l'esposa de Sòcrates |

Segons la mitologia grega, Xantipe (grec antic: Ξανθίππη) va ser una filla de Doros, l'heroi epònim dels doris.
Casada amb Pleuró, li va donar diversos fills: Agènor, Estèrope, Estratonice i Laofonte.